# Consulat général de Turquie à Bordeaux
Le consulat général de Turquie à Bordeaux est une représentation consulaire de la République de Turquie en France. Il est situé 29 allée de Chartres, à Bordeaux, en Gironde.